# Heishiro Mitsurugi
Heishiro Mitsurugi (御剣 平四郎, Mitsurugi Heishirō) o simplemente Mitsurugi, es un personaje ficticio de la serie de videojuegos de lucha Soulcalibur de Namco. Es un pilar y uno de los personajes más icónicos de la franquicia como uno de los cuatro personajes que aparecen como personajes jugables en todas las entregas desde Soul Edge en 1995. 
En la historia de los juegos, Mitsurugi es un maestro espadachín de Japón que se convirtió en un mercenario errante en busca de la espada y el desafío definitivos, que es un rival de Taki y Algol y el enemigo de Setsuka.
Mitsurugi se convirtió rápidamente en los personajes de Soulcalibur más icónicos y populares, también a menudo se lo ha considerado como un luchador bien equilibrado en términos de juego. En el primer Soulcalibur fue reemplazado en Corea por Arthur, quien más tarde se convirtió en un personaje independiente en Soulcalibur III.

## Historia
Heishiro es un hijo huérfano de un granjero japonés que después de sufrir años de presenciar su tierra natal devastada por bandidos y guerreros, decidió asumir la habilidad con la espada. A la edad de 14 años, habiendo recogido una espada y el apellido Mitsurugi, fue a entrenar bajo el clan Murakami. Mitsurugi, conocido como un gran guerrero, recibió numerosos elogios y ascendió en las filas, pero su único deseo verdadero era un oponente digno. Después de dejar el clan Murakami, Mitsurugi continuó luchando en la gran guerra civil en Japón como un mercenario contratado. Habiendo descartado originalmente el arma de fuego como una novedad, se sorprendió al ver a los fusileros destruir la caballería de Takeda en la batalla de Nagashino, decidió que necesitaba encontrar un arma más fuerte para sí mismo la espada mágica de la leyenda: Soul Edge.
Mitsurugi se encontró con la Kunoichi Taki durante este tiempo, pero no pudo encontrar ningún rastro de la legendaria "Espada del héroe". En su frustración de no encontrar signos de la Soul Edge, regresó a su casa y desafió a Teppou Hei, un hombre que maneja el tanegashima en un duelo, pero sufrió una vergonzosa derrota, dejándolo con una cicatriz de una herida de bala en su hombro derecho y forzándolo salir avergonzado en una segunda búsqueda para perfeccionar su habilidad con la espada para que eventualmente pueda derrotar el arma. Fue durante esta búsqueda que se enteró del caballero azul, Nightmare, quien aterrorizó a Europa con una espada invencible, y salió tras él para encontrar lo que consideraba un desafío digno (esta fue su motivación durante el resto de la serie). El rastro de Nightmare finalmente desapareció, pero Mitsurugi no estaba dispuesto a rendirse, y gradualmente mejoró su estilo de combate hasta el punto en que los fusileros ya no eran una amenaza. Al regresar de su búsqueda, Mitsurugi desafió a Teppou Hei nuevamente, pero esta vez Mitsurugi logró matar al hombre de un solo golpe con su espada.
Cuatro años más tarde, durante los eventos de Soulcalibur II, Mitsurugi tropezó con el rastro de Soul Edge mientras visitaba un castillo en Xiwei, donde un misterioso hombre moribundo después de haber sido salvado por un grupo de asesinos, le entregó un fragmento de la espada maldita. Aunque escéptico al principio, Mitsurugi aceptó el regalo. Poco después, ocurrió un incidente en el que un sirviente del Emperador de Ming marchó al castillo, exigiendo la "Espada del héroe", y fue asesinado cuando se negó a irse sin él. Mitsurugi sintió que la guerra se avecinaba, pero la Soul Edge no significaba nada para él. Había cruzado innumerables campos de batalla, derrotando a todos los enemigos concebibles, incluso aquellos con rifles. Lo que una vez había sido su mayor enemigo no era de su incumbencia, ya que ya no era una amenaza. Su única preocupación era encontrar un oponente más fuerte que él. Preguntándose qué pasaría en Japón en ese momento, y si podría tener un enfrentamiento final con Taki o no, decidió regresar a su país de origen.
En el momento de Soulcalibur III y Soulcalibur IV, el clan Murakami, con quien Mitsurugi se quedó a su regreso, se negó a unirse a Toyotomi Hideyoshi, y optó por proteger su existencia como feroces piratas y gobernantes del mar. Como Mitsurugi no pudo encontrar ningún rastro de Taki, fue a ayudar a los Murakami y los ayudó en su victoria naval. Pronto, se enteró de la llegada de Nightmare, a quien había perdido la pista antes. Mitsurugi dejó el Murakami y se dirigió de nuevo al Oeste. Siempre en busca de un adversario digno para poner a prueba sus habilidades, Mitsurugi viajó a Ostrheinsburg, donde entró en una dimensión alternativa caótica y se enfrentó al Rey Héroe, Algol, en lo alto de una torre colosal. Los dos guerreros se enfrentaron cuando de repente desapareció Algol, junto con la torre y todo lo que los rodeaba, una convergencia dimensional había hecho que Mitsurugi volviera a la realidad antes de que se decidiera el duelo. También, sin saberlo, había hecho rival con Setsuka, después de haber herido de muerte a su maestro durante una batalla que finalmente lo llevó a la muerte, aunque no se dio cuenta hasta que lucharon en algún momento durante los eventos de Soulcalibur IV, en los que la derrotó aturdiendo a Setsuka. con un puñetazo, pero perdió su Katana Shishi-Oh en la batalla.
En Soulcalibur V, después de que terminó el período de guerra de Japón, Mitsurugi ha resuelto una vida tranquila como agricultor durante diecisiete años. Recupera su espíritu de lucha cuando se entera de la Soul Calibur y emprende un viaje para continuar una vez más la batalla con Algol, que quedó sin terminar años antes.
Un joven Mitsurugi regresa en el juego de reinicio Soulcalibur VI.
Mitsurugi también apareció en Namco × Capcom como un personaje jugable junto con Taki, con quien hace una alianza temporal allí. También aparece como una carta limitada en Outcast Odyssey. Yuri Lowell de la serie Tales puede usar el disfraz de Mitsurugi como su atuendo alternativo. También se lo menciona en Ridge Racer 6 con el auto llamado Mitsurugi Meltfire.

## Gameplay Mitsurugi
La guía Ultra Game Players de Soul Edge , que lo recomendó por su equilibrio general,combos y velocidad, dice: "Uno de los personajes más populares, Mitsurugi es también uno de los personajes más fáciles de usar. Dado que es tan completo, [ jugadores] deberían usarlo con un estilo más agresivo y ofensivo en mente ".  Das offizielle PlayStation Magazin opinó que es el mejor todoterreno en Soul Edge e ideal para aprender los conceptos básicos.  SegúnComputer and Video Games , Mitsurugi "es el luchador 'promedio' de Soul Edge , pero tiene el potencial de convertirse en el luchador más letal del juego". En general, la revista lo recomendó como "un personaje sólido tanto para principiantes como para maestros". En opinión del mejor jugador británico deSoulcalibur , Martin Casey, Mitsurugi era el mejor personaje de este juego. 
Electronic Gaming Monthly opinó que Mitsurugi en Soulcalibur II "es más efectivo cuando se juega agresivamente, presionando el ataque con su katana siempre que sea posible. Tiene un par de posturasalternativas, un ataque bajo potente e imbloqueable y movimientos de malabarismo peligrosos". EGM lo recomendó para principiantes y "machaca botones".  Por el contrario,la guía de GamePro para Soulcalibur II enumeró sus puntos fuertes como "un excelente carácter defensivo, muy ágil y con un gran paso lateral y buen alcance", pero compensado por sus "pobres opciones ofensivas de largo alcance" y una necesidad de "dominar muchos movimientos para hacer uso de sus pros".  
Al señalar su gran popularidad en ese juego,la guía de GameSpy afirma que Mitsurugi "es uno de los personajes que se benefician mucho de los nuevos sistemas" en Soulcalibur II y "aunque puede que no tenga el mejor paso lateral en el juego, su habilidad para contener a los oponentes y apagarlos lo hace absolutamente temible ". 
Según IGN , "Mientras que la mayoría de losluchadores de SC son pequeños y ágiles traidores o brutos gigantes y descomunales, Mitsurugi logra un buen equilibrio entre poder y agilidad. No siempre es el personaje más fácil de dominar, pero los jugadores experimentados a menudo gravitan hacia este deambular. samurái por una buena razón ".  
El director de batalla de Soulcalibur VI dijo que en este juego Mitsurugi puede ser utilizado por jugadores con una amplia gama de habilidades, desde principiantes hasta avanzados

## Diseño
El productor de Soulcalibur , Motohiro Okubo, describió a Mitsurugi como el personaje que "naturalmente se parece más a un samurái ", que es lo que tenían en mente al crearlo y desarrollarlo.  El personaje de Mitsurugi se inspiró en el espadachín de la vida realMiyamoto Musashi .  
Su historia de fondo también es similar al personaje de Toshiro Mifune en la película The Seven Samurai , incluyendo que fue criado por granjeros que fueron asesinados, se convirtió en espadachín, tiene un comportamiento arrogante y enojado y se ganó el título de samurái. por su valor y destreza en la lucha.Además, su apariencia de Soulcalibur V se basa en el mismo Mifune (quien casualmente ha interpretado a Miyamoto Musashi varias veces en su carrera).  Mitsurugi es uno de los tres personajes que muestran signos físicos de envejecimiento desde el salto temporal, los otros son Siegfried e Hilde .
Durante el desarrollo de Soulcalibur VI , Mitsurugi y Sophitia han sido los primeros personajes que se crearon y luego se utilizaron "como base" para las decisiones relativas a los movimientos, las imágenes, etc. de los otros personajes. 
Actitud orgullosa e imprudente de mitsurugi le hizo similar a Paul Phoenix de Namco 's propia Tekken universo,  y su estructura facial también es igual que la de Tekken ' sKazuya Mishima . 
El estilo de lucha de Setsuka tiene cualidades comunes con las de Mitsurugi y Taki.  El disfraz 2P de Mitsurugi en Soulcalibur II lo hace parecerse a Haohmaru de la serie Samurai Shodown deSNK .  Samanosuke del último Onimusha: Warlords de Capcom se parece a Mitsurugi del primer Soulcalibur . 
En Soul Edge , Mitsurugi y Hwang son muy similares con la excepción de algunos ataques.  En juegos posteriores, ambos personajes recibieron nuevos ataques, pero Hwang terminó quedándose con la mayoría de los que ambos habían usado. 
Mitsurugi pelea de manera bastante diferente en losjuegos de Soulcalibur en comparación conSoul Edge . 
Tanto en la serie Tekken como en la Soulcalibur , Yoshimitsu toma prestados algunos de los movimientos de Mitsurugi, mientras que Mitsurugi toma prestado uno de los suyos de Tekken .

## Recepción
Mitsurugi se ha convertido en uno de los favoritos de los fanáticos e incluso en el personaje más icónico de la serie Soulcalibur. Inicialmente fue recibido tan bien que el plan original para la secuela de Soul Edge, con nombre en código "Soul Edge 2" (no debe confundirse con otro proyecto posterior del mismo título de trabajo que más tarde se convirtió en Soulcalibur V), debía tener un elenco completamente nuevo, excepto solo él. En una encuesta oficial de 2002 realizada por Namco antes del lanzamiento de Soulcalibur II respecto a su personaje favorito, Mitsurugi se ubicó en el noveno lugar con 2.5% del total, empatado con Siegfried en un concurso de popularidad de "battle royale" de personajes icónicos del juego de lucha en Pembroke Dail y Observer, ganó contra Iori Yagami, pero fue derrotado por Liu Kang. En otra encuesta oficial de Namco, 13 años después, en 2015, Mitsurugi se ubicó en el tercer lugar como el personaje masculino más popular.
Mitsurugi ha sido nominado a los Ultra Awards de Ultra Game Players en 1997 como uno de los cuatro personajes en la categoría "Videogame Hunk" y Kotaku lo incluyó entre los personajes de juego más atractivos de los años noventa. En 2002, la revista oficial de Xbox lo llamó "el mejor chico de Soulcalibur de todos los tiempos". En 2008, Mitsurugi fue clasificado como el séptimo mejor luchador de Soulcalibur por IGN. Gizmodo Japón lo incluyó entre los diez mejores espadachines en videojuegos. Nathan Ditum de la revista oficial de PlayStation - Reino Unido lo eligió como su favorito personal fuera del elenco de Soulcalibur V. En 2013, Complex lo clasificó como el segundo mejor personaje de la serie en cuanto a sus opciones de juego, especialmente el equilibrio.
El rapero Mitsuruggy toma el nombre del personaje.